# Arsac
Arsac – miejscowość i gmina we Francji, w regionie Nowa Akwitania, w departamencie Żyronda.
Według danych na rok 1990 gminę zamieszkiwało 2729 osób, a gęstość zaludnienia wynosiła 84 osób/km² (wśród 2290 gmin Akwitanii Arsac plasuje się na 162. miejscu pod względem liczby ludności, natomiast pod względem powierzchni na miejscu 250.).
Obszar gminy jest częścią apelacji winiarskiej AOC Margaux.